# Antons Kurakins
Antons Kurakins, né le 1er janvier 1990 en Lettonie, est un footballeur international letton, qui évolue au poste de défenseur.

## Biographie

### Carrière de joueur
Antons Kurakins dispute 4 matchs en Ligue des champions, pour un but inscrit, et 6 matchs en Ligue Europa.

### Carrière internationale
Antons Kurakins compte 7 sélections avec l'équipe de Lettonie depuis 2014. 
Il est convoqué pour la première fois par le sélectionneur national Marian Pahars pour un match amical contre la Macédoine le 5 mars 2014 (défaite 2-1).

## Palmarès

### En club
- Avec le FK Ventspils
  - Champion de Lettonie en 2011, 2013 et 2014
  - Vainqueur de la Coupe de Lettonie en 2011 et 2013

### En sélection
- Vainqueur de la Coupe baltique en 2014